# Eupatorus birmanicus
|  | Dieser Artikel wurde aufgrund von formalen oder inhaltlichen Mängeln in der Qualitätssicherung Biologie zur Verbesserung eingetragen. Dies geschieht, um die Qualität der Biologie-Artikel auf ein akzeptables Niveau zu bringen. Bitte hilf mit, diesen Artikel zu verbessern! Artikel, die nicht signifikant verbessert werden, können gegebenenfalls gelöscht werden. Lies dazu auch die näheren Informationen in den Mindestanforderungen an Biologie-Artikel. |

Eupatorus birmanicus ist eine Käferart aus der Familie der Blatthornkäfer (Scarabaeidae).

## Leben und Vorkommen
Der Lebenszyklus verläuft über zwei Jahre, wovon das Stadium der Larve, die vier Monate nach dem Legen der Eier entsteht, 15 – 20 Monate dauert.
Die Larve entwickelt sich in totem Holz. Der erwachsene Käfer lebt von Nektar und Pflanzensaft, der aus Wunden von Bäumen austritt. Die Männchen benutzen ihre Hörner im Kampf um die Weibchen.
Eupatorus birmanicus ist in Myanmar und Nordwest-Thailand verbreitet.

## Aussehen
Eupatorus birmanicus ist ein großer (männlicher Käfer bis 70 Millimeter), halbglänzender, braun-schwarzer Hornkäfer. Die Körperform ist relativ breit und gewölbt. Der Körper hat zahlreiche harte Haare. Der männliche Eupatorus birmanicus hat ein langes, dünnes, gekrümmtes Horn auf dem Kopf, ein Horn auf beiden Seiten des Halsschilds und ein Paar Hörner in der Mitte des Halsschildes, die fast gerade nach oben zeigen und leicht gebogen sind. Wegen der Form dieser Hörner wird er auch als ‘hasenohrig’ bezeichnet.

## Bilder

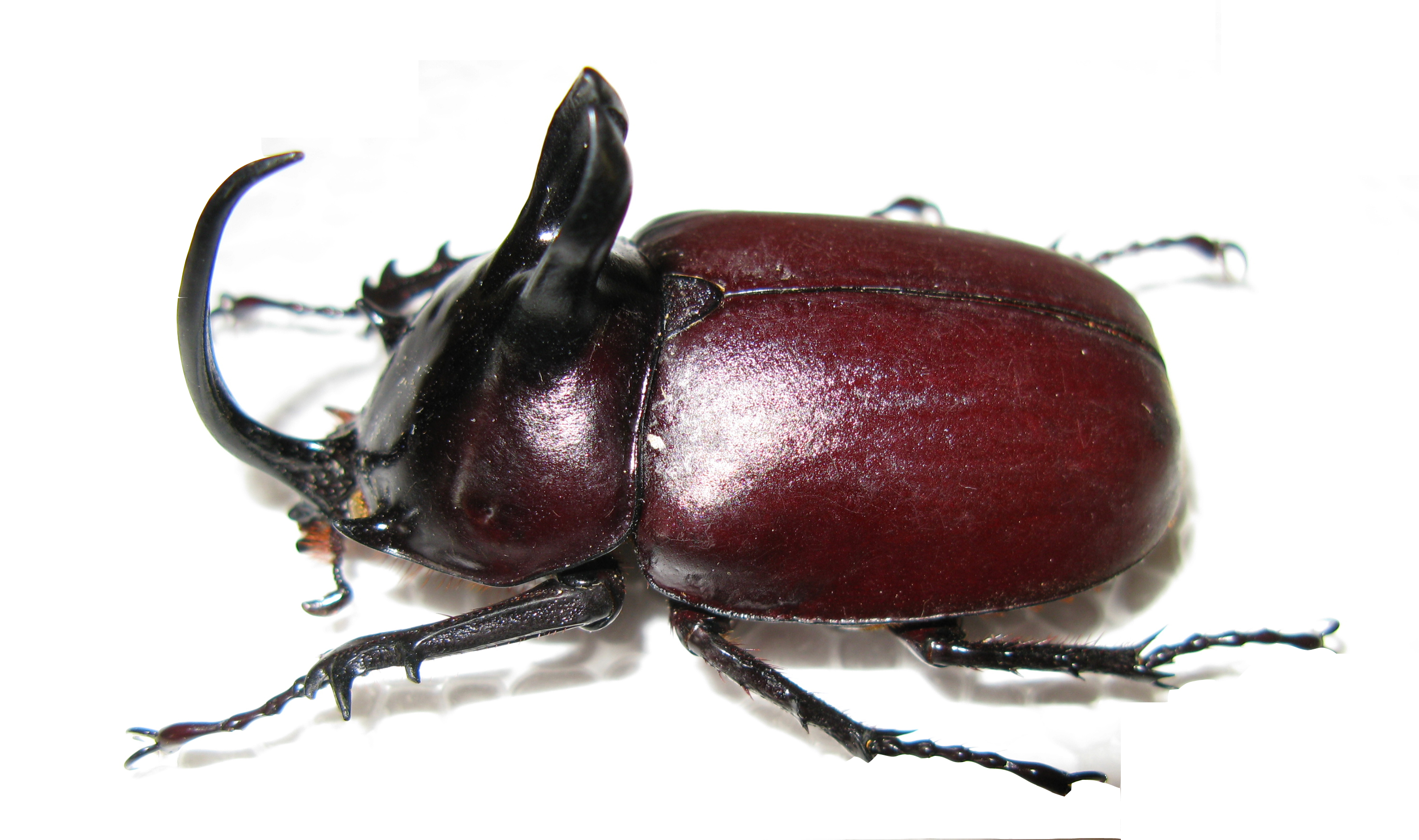
Eupatorus birmanicus (m)
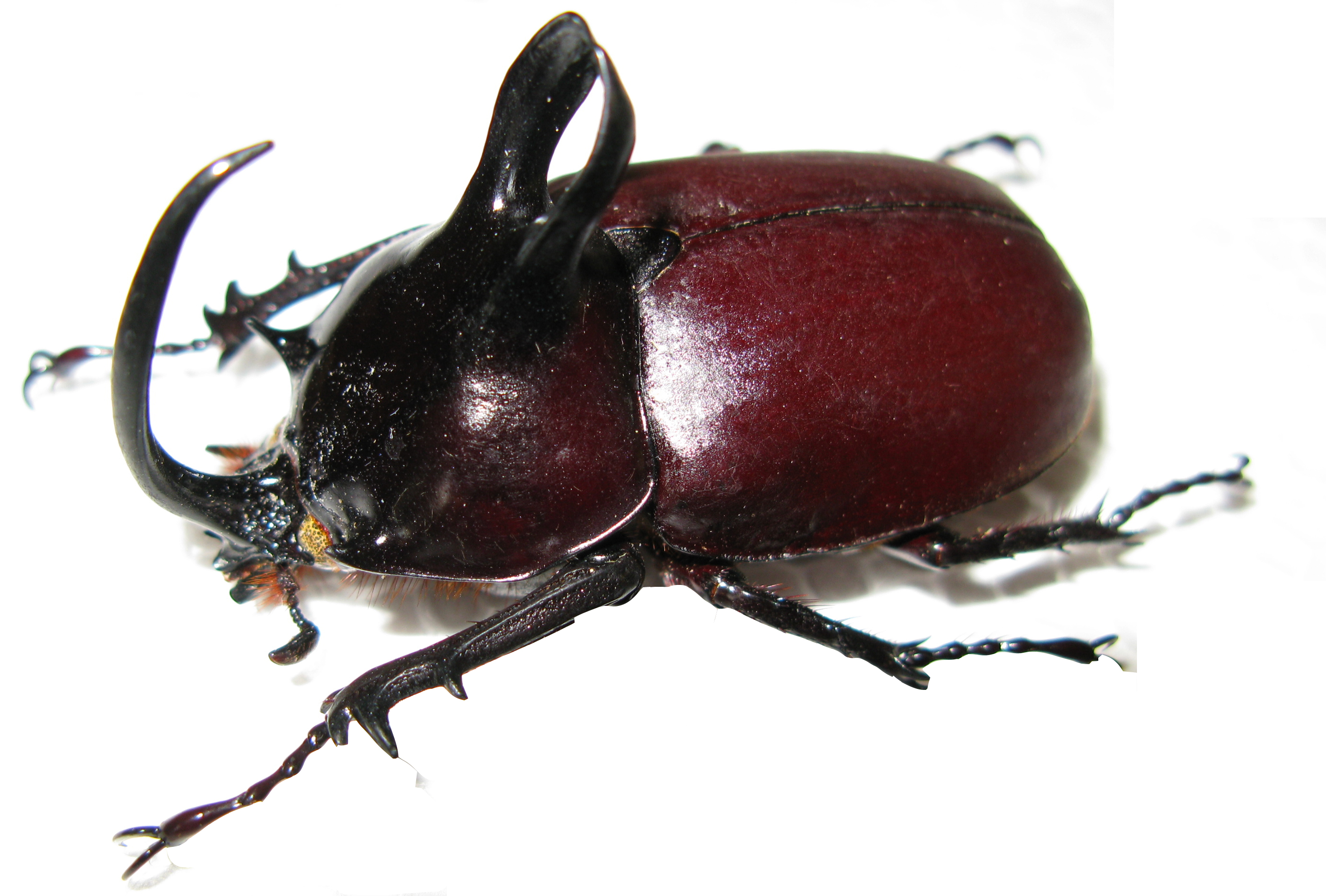
Eupatorus birmanicus (m)
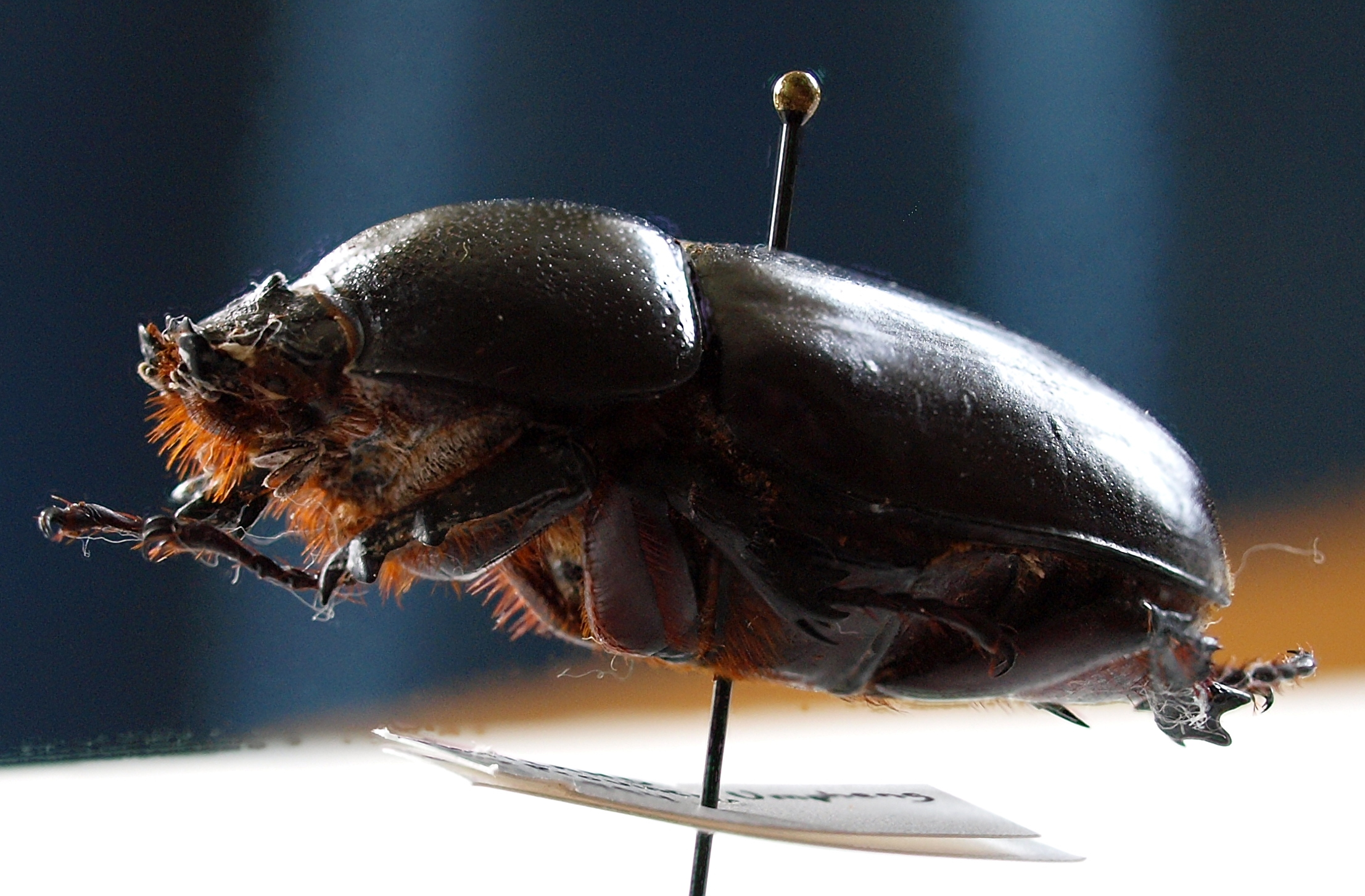
Eupatorus birmanicus (w)
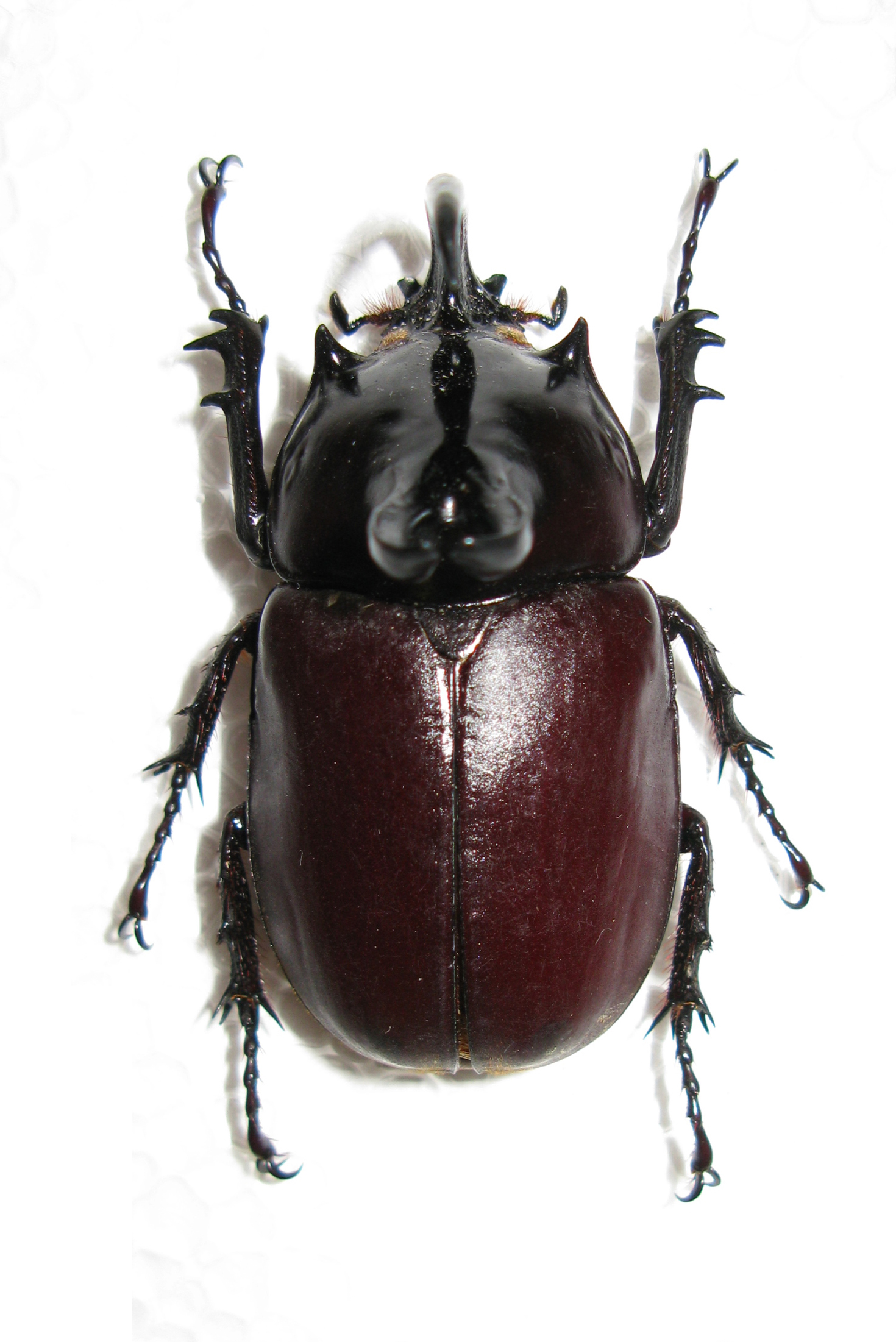
Eupatorus birmanicus (m)

## Gefährdung und Status nach IUCN

Die Gefährdungsstufen gemäß IUCN

Der Käfer ist wegen seines Aussehens ein Sammlerobjekt. Er wird auch kommerziell gezüchtet.
Der Status nach IUCN ist IUCN3.1, (Least Concern – nicht gefährdet)